# Jan Fiala
Jan Fiala (Slatinice, 19 maggio 1956) è un allenatore di calcio ed ex calciatore cecoslovacco, dal 1993 ceco, di ruolo difensore.

## Carriera
Con la nazionale cecoslovacca ha preso parte agli Europei 1980 ed ai Mondiali 1982.

## Palmarès

### Club
- Campionato cecoslovacco: 3

Dukla Praga: 1976-1977, 1978-1979, 1981-1982
- Coppa di Cecoslovacchia: 3

Dukla Praga: 1980-1981, 1982-1983, 1984-1985

### Individuale
- Calciatore cecoslovacco dell'anno: 1

1982